# Akeley, Buckinghamshire
Akeley är en ort och civil parish i Storbritannien.   Den ligger i kommunen Buckinghamshire och riksdelen England, i den södra delen av landet, 80 km nordväst om huvudstaden London. Akeley ligger 123 meter över havet och antalet invånare är 514.
Terrängen runt Akeley är platt. Runt Akeley är det ganska tätbefolkat, med 192 invånare per kvadratkilometer. Närmaste större samhälle är Milton Keynes, 14,6 km öster om Akeley. Trakten runt Akeley består till största delen av jordbruksmark.